# Municipio de Salt Springs (Kansas)
El municipio de Salt Springs (en inglés: Salt Springs Township) es un municipio ubicado en el condado de Greenwood en el estado estadounidense de Kansas. En el año 2010 tenía una población de 410 habitantes y una densidad poblacional de 2,13 personas por km².

## Geografía
El municipio de Salt Springs se encuentra ubicado en las coordenadas 37°39′52″N 96°2′24″O / 37.66444, -96.04000. Según la Oficina del Censo de los Estados Unidos, el municipio tiene una superficie total de 192.27 km², de la cual 182,97 km² corresponden a tierra firme y (4,84 %) 9,3 km² es agua.

## Demografía
Según el censo de 2010, había 410 personas residiendo en el municipio de Salt Springs. La densidad de población era de 2,13 hab./km². De los 410 habitantes, el municipio de Salt Springs estaba compuesto por el 96,34 % blancos, el 0,49 % eran amerindios, el 0,24 % eran asiáticos, el 1,46 % eran de otras razas y el 1,46 % eran de una mezcla de razas. Del total de la población el 4,88 % eran hispanos o latinos de cualquier raza.